# Водопад на реке Чапома
Водопа́д на реке́ Чапо́ма — региональный гидрологический памятник природы на Кольском полуострове, в Мурманской области России. Крупнейший водопад области.

## Описание
Памятник расположен в юго-восточной части Кольского полуострова на территории Терского района на реке Чапома в 8 километрах выше по течению от её устья.
Статус памятника природы присвоен 15 января 1986 года приказом Мурманского облисполкома номер 24. Поводом к созданию памятника природы послужило предложение И. И. Кондратовичем и Р. Ф. Клюевой, сделанное ими в 1980 году. Охране подлежит русло Чапомы и прилегающая береговая зона по километру с каждого берега реки. Общая площадь охраняемой территории — 200 га. Представляет собой эстетическую и природоохранную ценность.
На охраняемом участке действует стандартный для таких объектов режим: запрещена вырубка леса, любые производственные работы, туризм и любая деятельность, ведущая к загрязнению памятника природы. Ответственным за охрану является государственное областное учреждение «Дирекция ООПТ регионального значения Мурманской области».
Чапомский водопад является самым большим как по протяжённости, так и по высоте падения воды на Кольском полуострове. Он состоит из четырёх порогов — сложенных гранитогнейсами уступов, на самом высоком из которых вода падает с высоты 20 метров. Течение реки в этом месте очень бурное, что обусловлено большим количеством крупных глыб и валунов на дне Чапомы. Над берегами реки возвышаются скалы, образующие здесь небольшой живописный каньон. В общей сложности на протяжении полукилометра водопад образует перепад высот более 30 метров.
Растительность в районе памятника природы представлена таёжными лесами с развитым травяно-кустарничковым и моховым ярусом и большим количеством эпифитных лишайников. Наиболее распространённые растения — герань лесная (лат. Geránium sylváticum), хвощ лесной (лат. Equisétum sylváticum) и морошка (лат. Rubus chamaemorus). Из редких растений встречается занесённый в областную Красную книгу марьин корень (лат. Paeónia anómala).
На территории памятника проводятся научно-исследовательские экспедиции. В частности в июле 2003 года прилегающие к реке участки тайги были исследованы старшим научным сотрудником ПАБСИ КНЦ РАН Н. Ц. Королёвой, установившей наличие существенной угрозы исчезновения произрастающего здесь редкого для Кольского севера пиона Марьин корень.
В 2009 году по инициативе региональной Мурманской телекомпании «ТВ-21» при содействии Министерства по природным ресурсам и экологии Мурманской области, Министерства экономического развития Мурманской области и Мурманского отделения Фонда дикой природы был проведён конкурс «7 чудес на краю света», по результатам которого путём народного голосования были выбраны 7 наиболее примечательных объектов и событий Мурманской области. Среди основных кандидатов был и водопад на реке Чапома.